# Le Viol (film, 1967)
Pour les articles homonymes, voir Le Viol.
Le Viol est un film français réalisé par Jacques Doniol-Valcroze et sorti en 1967.

## Synopsis
Une femme, seule chez elle, est séquestrée par un inconnu. Commence un long face-à-face entre l'agresseur et l'agressée, qui commence à éprouver de la compassion pour cet homme.

## Fiche technique
- Titre original : Le Viol
- Réalisation : Jacques Doniol-Valcroze
- Scénario : Jacques Doniol-Valcroze
- Lieu de tournage : Stockholm, Suède
- Directeur de la photo : Rune Ericson
- Musique : Michel Portal, Eddy Gaumont
- Montage : Sophie Bhaud
- Producteur associé : Mag Bodard
- Durée : 90 minutes
- Dates de sortie : 
  - France : 5 décembre 1967
    - Interdit aux moins de 18 ans à la sortie

  - États-Unis : 19 septembre 1968

## Distribution
- Bibi Andersson : Marianne Séverin
- Bruno Cremer : Walter
- Frédéric de Pasquale : Henri Séverin
- Katerina Larsson : Jacqueline